# Czuja (dopływ Katunia)
Czuja (ros.  Чуя ) – rzeka w Rosji, we wschodniej części Ałtaju, jeden z największych dopływów rzeki Katuń (prawy dopływ). Długość rzeki wynosi 281 km, powierzchnia zlewni 11 200 km².

## Przebieg rzeki
Źródła rzeki zlokalizowane są na północnych zboczach szczytów Ałtaju w pobliżu granicy rosyjsko – mongolskiej. W środkowym biegu przepływa przez obszary stepowe na rozległym płaskowyżu. Ujście do rzeki Katuń jako prawy dopływ w okolicach miejscowości Inja w Republice Ałtaju.
Rzeka przeływa przez teren dwóch rejonów Republiki Ałtaju: Rejon kosz-agacki i Rejon ułagański. Największe miejscowości położone nad Czują to Kosz-Agacz i Aktasz.
Wzdłuż doliny rzeki Czuja przebiega droga federalna R256 (mająca także numer M52) nazywana na tym odcinku Czujskim traktem.
Rzeka zamarza w okresie do końca października do końca kwietnia.